# Letnie Grand Prix w skokach narciarskich w Hinterzarten
Letnie Grand Prix w skokach narciarskich w Hinterzarten – zawody rozgrywane w latach 1994–2013 i 2015–2019 na skoczni Adlerschanze. Konkurs rozegrany w 1994 roku był pierwszym w historii rozegranym w ramach LGP. Do 2013 roku Hinterzarten było jedynym miejscem, w którym w każdym roku odbywają się zawody LGP. W latach 1999–2010 w Hinterzarten odbywały się inauguracyjne zawody tego cyklu, a w latach 2006–2010 konkursy były rozgrywane w ramach Turnieju Czterech Narodów. Na 22 rozegranych indywidualnych konkursów, w 15 przypadkach zwycięzca konkursu w Hinterzarten w tym samym roku zostawał zwycięzcą całego cyklu LGP.
W 2014 roku z powodów finansowych na skoczni Adlerschanze nie odbyły się zawody Letniego Grand Prix, lecz od następnego sezonu zawody powróciły do kalendarza cyklu. W latach 2020–2022 zawody LGP również nie zostały zaplanowane z powodu przebudowy skoczni. W 2023 zaplanowane zawody zostały odwołane z powodu problemów finansowych.

## Konkursy indywidualne
3 sierpnia 1994 zwyciężył Japończyk Takanobu Okabe, który bezpośrednio wyprzedził Nicolasa Dessuma oraz Jensa Weißfloga. Rok później najlepszy był Andreas Goldberger. 25 sierpnia 1996 konkurs wygrał Ari-Pekka Nikkola przed Miką Laitinenem oraz Adamem Małyszem. W 1997 i 1998 roku triumfatorem został Masahiko Harada. Sven Hannawald wygrał konkurs LGP w Hinterzarten 8 sierpnia 1999. Tuż za nim uplasowali się Janne Ahonen oraz Andreas Goldberger. 6 sierpnia 2000 zwyciężył Austriak Andreas Widhölzl. W 2001 i 2002 roku rozegrano po dwa konkursy. W 2001 roku zwycięzcami zostali Adam Małysz i Martin Höllwarth, a w 2002 roku dwukrotnie Andreas Widhölzl. W zawodach, które odbyły się 10 sierpnia 2003 na podium stanęli Thomas Morgenstern, Tami Kiuru oraz Roar Ljøkelsøy. W 2004 roku konkurs w ramach LGP wygrał Adam Małysz. Rok później zwyciężył Wolfgang Loitzl o trzy punkty wyprzedzając drugiego w konkursie Janne Ahonena. 6 sierpnia 2006 zwycięzcą został reprezentant gospodarzy Georg Späth, który wygrał również 2 lata później. W 2007 roku podobnie jak 4 lata wcześniej w zawodach najlepszy był Austriak Thomas Morgenstern. 9 sierpnia 2009 po skokach na 96,5 i 110 metrów zwyciężył Szwajcar Simon Ammann. Rok później zwycięstwo odniósł Adam Małysz, zwycięzca z 2001 i 2004 roku ze skoczni w Hinterzarten. Wyprzedził on bezpośrednio Thomasa Morgensterna oraz Fina Kalle Keituri. W 2011 roku trzecie zwycięstwo na Adlerschanze odniósł Thomas Morgenstern. W latach 2012–2013 konkurs wygrywali gospodarze: w 2012 Andreas Wank, zaś w 2013 Richard Freitag. W 2015 zwyciężył Dawid Kubacki, dla którego był to drugi z rzędu wygrany konkurs w sezonie LGP.
Najwięcej indywidualnych zwycięstw (3) mają na swoim koncie Andreas Widhölzl, Adam Małysz i Thomas Morgenstern, który najwięcej razy (7) zajmował miejsce w pierwszej trójce zawodów.

## Konkursy drużynowe
28 sierpnia 1994 odbyły się w Hinterzarten pierwsze zawody drużynowe w ramach LGP. Zwycięzcami zostali Japończycy (w składzie Hiroya Saitō, Kenji Suda i Takanobu Okabe). Kolejny konkurs odbył się pięć lat później, a jego zwycięzcami zostali Niemcy. W 2000 roku zwycięzcami zostali Finowie z notą 1019,5 pkt. Od 2003 roku corocznie odbywają się zawody drużynowe. 9 sierpnia 2003 wygrał zespół austriacki. 1 sierpnia 2004 na podium drużynowego konkursu stanęli Austriacy, Japończycy i Polacy. 6 sierpnia 2005 najlepsi okazali się Niemcy w składzie Michael Neumayer, Alexander Herr, Georg Späth i Michael Uhrmann. W 2006, 2007 i 2008 roku zwyciężała drużyna Austrii. 8 sierpnia 2009 po raz pierwszy w Hinterzarten zwyciężyli Norwegowie. W zwycięskim składzie znaleźli się Bjørn Einar Romøren, Kenneth Gangnes, Anders Jacobsen i Tom Hilde. 7 sierpnia 2010 po raz pierwszy w historii zwycięstwo odniosła reprezentacja Polski, która w składzie z Adamem Małyszem, Dawidem Kubackim, Maciejem Kotem i Krzysztofem Miętusem pokonała drugą w konkursie Norwegię o 35,5 pkt. W 2011 roku po raz szósty w zawodach Letniego Grand Prix w Hinterzarten zwyciężyła drużyna austriacka, podobnie jak rok później. W 2013 roku po raz pierwszy na tym obiekcie odbyły się zawody drużyn mieszanych, które wygrali Japończycy. Dwa lata później powrócono do starej formuły, konkurs wygrała drużyna gospodarzy. 

## Podia poszczególnych konkursów LGP w Hinterzarten
| Lp  | Data             | Punkt K | Uwagi | 1. miejsce                                                                                            | 2. miejsce                                                                             | 3. miejsce                                                                                |          |
| --- | ---------------- | ------- | ----- | --- | -------------------------------------------------------------------------------------- | ----------------------------------------------------------------------------------------- | -------- |
| 1.  | 28 sierpnia 1994 | K-90    | –     | Takanobu Okabe                                                                                        | Nicolas Dessum                                                                         | Jens Weißflog                                                                             |          |
| 2.  | 28 sierpnia 1994 | K-90    | druż. | Japonia 1. Hiroya Saitō 2. Kenji Suda 3. Takanobu Okabe                                               | Finlandia 1. Jani Soininen 2. Janne Ahonen 3. Ari-Pekka Nikkola                        | Niemcy 1. Christof Duffner 2. Dieter Thoma 3. Jens Weißflog                               |          |
| 3.  | 27 sierpnia 1995 | K-90    | –     | Andreas Goldberger                                                                                    | Jaroslav Sakala                                                                        | Hiroya Saitō                                                                              |          |
| 4.  | 25 sierpnia 1996 | K-90    | –     | Ari-Pekka Nikkola                                                                                     | Mika Laitinen                                                                          | Adam Małysz                                                                               |          |
| 5.  | 24 sierpnia 1997 | K-90    | –     | Masahiko Harada                                                                                       | Mika Laitinen                                                                          | Martin Höllwarth                                                                          |          |
| 6.  | 16 sierpnia 1998 | K-90    | –     | Masahiko Harada                                                                                       | Janne Ahonen                                                                           | Hansjörg Jäkle Alexander Herr                                                             |          |
| 7.  | 6 sierpnia 1999  | K-95    | druż. | Niemcy 1. Christof Duffner 2. Sven Hannawald 3. Hansjörg Jäkle 4. Martin Schmitt                      | Japonia 1. Noriaki Kasai 2. Jin’ya Nishikata 3. Masahiko Harada 4. Kazuyoshi Funaki    | Austria 1. Andreas Goldberger 2. Wolfgang Loitzl 3. Stefan Horngacher 4. Andreas Widhölzl |          |
| 8.  | 7 sierpnia 1999  | K-95    | –     | Sven Hannawald                                                                                        | Janne Ahonen                                                                           | Andreas Goldberger                                                                        |          |
| 9.  | 5 sierpnia 2000  | K-95    | druż. | Finlandia 1. Janne Ahonen 2. Risto Jussilainen 3. Ville Kantee 4. Jani Soininen                       | Japonia 1. Kazuya Yoshioka 2. Kazuyoshi Funaki 3. Hideharu Miyahira 4. Noriaki Kasai   | Niemcy 1. Sven Hannawald 2. Michael Uhrmann 3. Frank Löffler 4. Martin Schmitt            |          |
| 10. | 6 sierpnia 2000  | K-95    | –     | Andreas Widhölzl                                                                                      | Martin Höllwarth                                                                       | Noriaki Kasai                                                                             |          |
| 11. | 11 sierpnia 2001 | K-95    | –     | Adam Małysz                                                                                           | Martin Schmitt                                                                         | Stefan Horngacher                                                                         |          |
| 12. | 12 sierpnia 2001 | K-95    | –     | Martin Höllwarth                                                                                      | Andreas Goldberger                                                                     | Martin Schmitt                                                                            |          |
| 13. | 10 sierpnia 2002 | K-95    | –     | Andreas Widhölzl                                                                                      | Janne Ahonen                                                                           | Matti Hautamäki                                                                           |          |
| 14. | 11 sierpnia 2002 | K-95    | –     | Andreas Widhölzl                                                                                      | Clint Jones                                                                            | Martin Höllwarth                                                                          |          |
| 15. | 9 sierpnia 2003  | K-95    | druż. | Austria 1. Andreas Widhölzl 2. Reinhard Schwarzenberger 3. Martin Höllwarth 4. Thomas Morgenstern     | Finlandia 1. Tami Kiuru 2. Akseli Kokkonen 3. Matti Hautamäki 4. Janne Ahonen          | Słowenia 1. Damjan Fras 2. Rok Benkovič 3. Robert Kranjec 4. Primož Peterka               |          |
| 16. | 10 sierpnia 2003 | K-95    | –     | Thomas Morgenstern                                                                                    | Tami Kiuru                                                                             | Roar Ljøkelsøy                                                                            |          |
| 17. | 31 lipca 2004    | K-95    | –     | Adam Małysz                                                                                           | Thomas Morgenstern                                                                     | Noriaki Kasai                                                                             |          |
| 18. | 1 sierpnia 2004  | K-95    | druż. | Austria 1. Andreas Widhölzl 2. Reinhard Schwarzenberger 3. Martin Höllwarth 4. Thomas Morgenstern     | Japonia 1. Daiki Itō 2. Kazuyoshi Funaki 3. Hideharu Miyahira 4. Noriaki Kasai         | Polska 1. Wojciech Tajner 2. Robert Mateja 3. Mateusz Rutkowski 4. Adam Małysz            |          |
| 19. | 6 sierpnia 2005  | K-95    | druż. | Niemcy 1. Michael Neumayer 2. Alexander Herr 3. Georg Späth 4. Michael Uhrmann                        | Finlandia 1. Tami Kiuru 2. Juha-Matti Ruuskanen 3. Matti Hautamäki 4. Janne Ahonen     | Austria 1. Andreas Widhölzl 2. Wolfgang Loitzl 3. Martin Höllwarth 4. Thomas Morgenstern  |          |
| 20. | 7 sierpnia 2005  | K-95    | –     | Wolfgang Loitzl                                                                                       | Janne Ahonen                                                                           | Thomas Morgenstern                                                                        |          |
| 21. | 5 sierpnia 2006  | K-95    | druż. | Austria 1. Wolfgang Loitzl 2. Gregor Schlierenzauer 3. Manuel Fettner 4. Andreas Kofler               | Finlandia 1. Tami Kiuru 2. Harri Olli 3. Janne Happonen 4. Matti Hautamäki             | Niemcy 1. Michael Neumayer 2. Martin Schmitt 3. Georg Späth 4. Michael Uhrmann            |          |
| 22. | 6 sierpnia 2006  | K-95    | TCN   | Georg Späth                                                                                           | Andreas Kofler                                                                         | Gregor Schlierenzauer                                                                     |          |
| 23. | 11 sierpnia 2007 | K-95    | druż. | Austria 1. Wolfgang Loitzl 2. Thomas Morgenstern 3. Andreas Kofler 4. Gregor Schlierenzauer           | Finlandia 1. Janne Happonen 2. Harri Olli 3. Kalle Keituri 4. Janne Ahonen             | Czechy 1. Antonín Hájek 2. Roman Koudelka 3. Martin Cikl 4. Jakub Janda                   |          |
| 24. | 12 sierpnia 2007 | K-95    | TCN   | Thomas Morgenstern                                                                                    | Adam Małysz                                                                            | Gregor Schlierenzauer                                                                     |          |
| 25. | 26 lipca 2008    | K-95    | druż. | Austria 1. Andreas Kofler 2. Manuel Fettner 3. Gregor Schlierenzauer 4. Thomas Morgenstern            | Niemcy 1. Michael Neumayer 2. Martin Schmitt 3. Georg Späth 4. Michael Uhrmann         | Czechy 1. Ondřej Vaculík 2. Borek Sedlák 3. Jan Matura 4. Roman Koudelka                  |          |
| 26. | 27 lipca 2008    | K-95    | TCN   | Georg Späth                                                                                           | Andreas Kofler                                                                         | Thomas Morgenstern                                                                        |          |
| 27. | 8 sierpnia 2009  | K-95    | druż. | Norwegia 1. Bjørn Einar Romøren 2. Kenneth Gangnes 3. Anders Jacobsen 4. Tom Hilde                    | Niemcy 1. Michael Neumayer 2. Martin Schmitt 3. Georg Späth 4. Michael Uhrmann         | Finlandia 1. Sami Niemi 2. Janne Happonen 3. Harri Olli 4. Kalle Keituri                  |          |
| 28. | 9 sierpnia 2009  | K-95    | TCN   | Simon Ammann                                                                                          | Anders Jacobsen                                                                        | Dienis Korniłow                                                                           |          |
| 29. | 7 sierpnia 2010  | K-95    | druż. | Polska 1. Maciej Kot 2. Krzysztof Miętus 3. Dawid Kubacki 4. Adam Małysz                              | Norwegia 1. Bjørn Einar Romøren 2. Johan Remen Evensen 3. Anders Jacobsen 4. Tom Hilde | Niemcy 1. Michael Neumayer 2. Andreas Wank 3. Severin Freund 4. Michael Uhrmann           |          |
| 30. | 8 sierpnia 2010  | K-95    | TCN   | Adam Małysz                                                                                           | Thomas Morgenstern                                                                     | Kalle Keituri                                                                             |          |
| 31. | 6 sierpnia 2011  | K-95    | druż. | Austria 1. Andreas Kofler 2. Michael Hayböck 3. Manuel Fettner 4. Thomas Morgenstern                  | Polska 1. Maciej Kot 2. Piotr Żyła 3. Dawid Kubacki 4. Kamil Stoch                     | Norwegia 1. Rune Velta 2. Kenneth Gangnes 3. Johan Remen Evensen 4. Tom Hilde             |          |
| 32. | 7 sierpnia 2011  | K-95    | –     | Thomas Morgenstern                                                                                    | Kamil Stoch                                                                            | Richard Freitag                                                                           |          |
| 33. | 18 sierpnia 2012 | K-95    | mikst | Austria 1. Jacqueline Seifriedsberger 2. Daniela Iraschko 3. Michael Hayböck 4. Gregor Schlierenzauer | Japonia 1. Sara Takanashi 2. Kaori Iwabuchi 3. Reruhi Shimizu 4. Yūta Watase           | Niemcy 1. Ulrike Gräßler 2. Carina Vogt 3. Richard Freitag 4. Andreas Wank                |          |
| 34. | 19 sierpnia 2012 | K-95    | –     | Andreas Wank                                                                                          | Reruhi Shimizu                                                                         | Lukáš Hlava                                                                               |          |
| 35. | 27 lipca 2013    | K-95    | mikst | Japonia 1. Yūki Itō 2. Noriaki Kasai 3. Sara Takanashi 4. Yūta Watase                                 | Słowenia 1. Maja Vtič 2. Nejc Dežman 3. Katja Požun 4. Matjaž Pungertar                | Niemcy 1. Ulrike Gräßler 2. Andreas Wank 3. Svenja Würth 4. Richard Freitag               |          |
| 36. | 28 lipca 2013    | K-95    | –     | Richard Freitag                                                                                       | Andreas Wellinger                                                                      | Matjaž Pungertar                                                                          |          |
| 37. | 7 sierpnia 2015  | K-95    | druż. | Niemcy 1. Severin Freund 2. Stephan Leyhe 3. Andreas Wellinger 4. Andreas Wank                        | Polska 1. Maciej Kot 2. Piotr Żyła 3. Dawid Kubacki 4. Kamil Stoch                     | Norwegia 1. Rune Velta 2. Kenneth Gangnes 3. Phillip Sjøen 4. Anders Fannemel             |          |
| 38. | 8 sierpnia 2015  | K-95    | –     | Dawid Kubacki                                                                                         | Severin Freund                                                                         | Kento Sakuyama                                                                            |          |
| 39. | 30 lipca 2016    | K-95    | –     | Andreas Wellinger                                                                                     | Stefan Kraft Maciej Kot                                                                | —                                                                                         |          |
| 40. | 29 lipca 2017    | K-95    | –     | Dawid Kubacki                                                                                         | Stephan Leyhe                                                                          | Piotr Żyła                                                                                |          |
| 41. | 28 lipca 2018    | K-95    | –     | Kamil Stoch                                                                                           | Karl Geiger                                                                            | Killian Peier                                                                             |          |
| 42. | 27 lipca 2019    | K-95    | mikst | Niemcy 1. Juliane Seyfarth 2. Karl Geiger 3. Agnes Reisch 4. Richard Freitag                          | Japonia 1. Nozomi Maruyama 2. Junshirō Kobayashi 3. Sara Takanashi 4. Keiichi Satō     | Słowenia 1. Nika Križnar 2. Peter Prevc 3. Urša Bogataj 4. Žiga Jelar                     |          |
| 43. | 27 lipca 2019    | K-95    | nocny | Karl Geiger                                                                                           | Gregor Schlierenzauer                                                                  | Richard Freitag                                                                           |          |
| —   | 28 lipca 2023    | K-95    | [ a ] | odwołany                                                                                              | odwołany                                                                               | odwołany                                                                                  | odwołany |
| —   | 29 lipca 2023    | K-95    | [ a ] | odwołany                                                                                              | odwołany                                                                               | odwołany                                                                                  | odwołany |